# زایدس
زایدس یک فناوری است که برای تولید قرص‌های حل‌شونده خوراکی استفاده می‌شود که توسط شرکت آر. پی شرر توسعه یافته‌است. قرص زایدس در دهان در عرض ۳ ثانیه حل می‌شود.